# RANBP3
RANBP3‏ (Ran-binding protein 3) هوَ بروتين يُشَفر بواسطة جين RANBP3 في الإنسان.